# 约翰迪尔

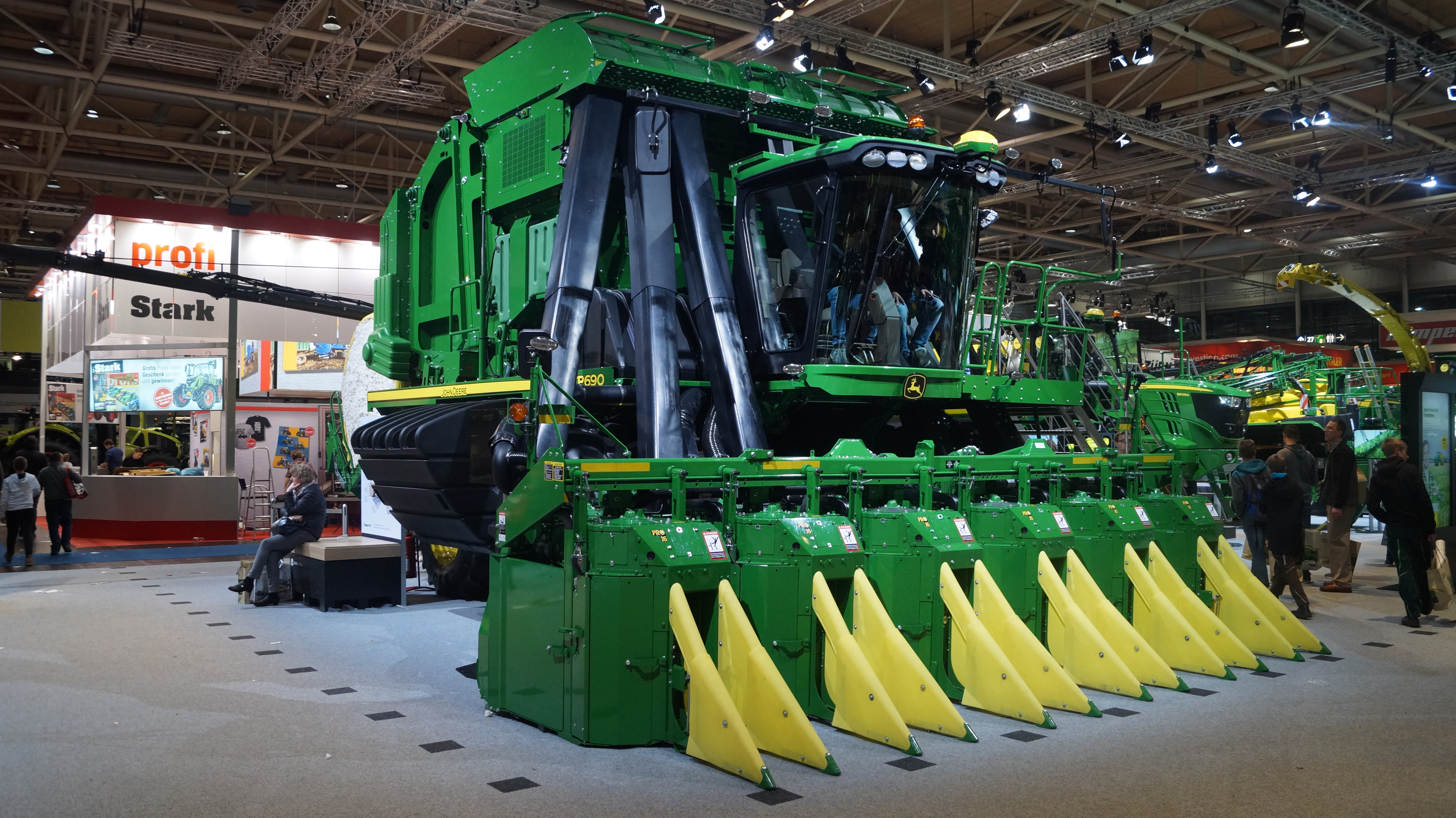
约翰迪尔CP690型採棉機，该型号可在采收时将已採棉花打包压缩成棉墩，现于新疆生产建设兵团等地大规模运用

约翰迪尔（John Deere）公司，在1837年由铁匠约翰·迪尔（John Deere）创办，是美国迪尔公司（英語：Deere & Company）生产农业、建築、森林机械设备和柴油引擎等使用的品牌，業務橫跨全球所有農林地；2013年，财富美国500强排名第85位，在财富世界500强排名第307位。

## 产品
约翰迪尔的产品包括农业机械、工程机械、林业机械等。

### 农业机械
约翰迪尔农机产品含拖拉机、联合收割机、採棉机、播种机、青贮饲料收获机、喷雾机等。

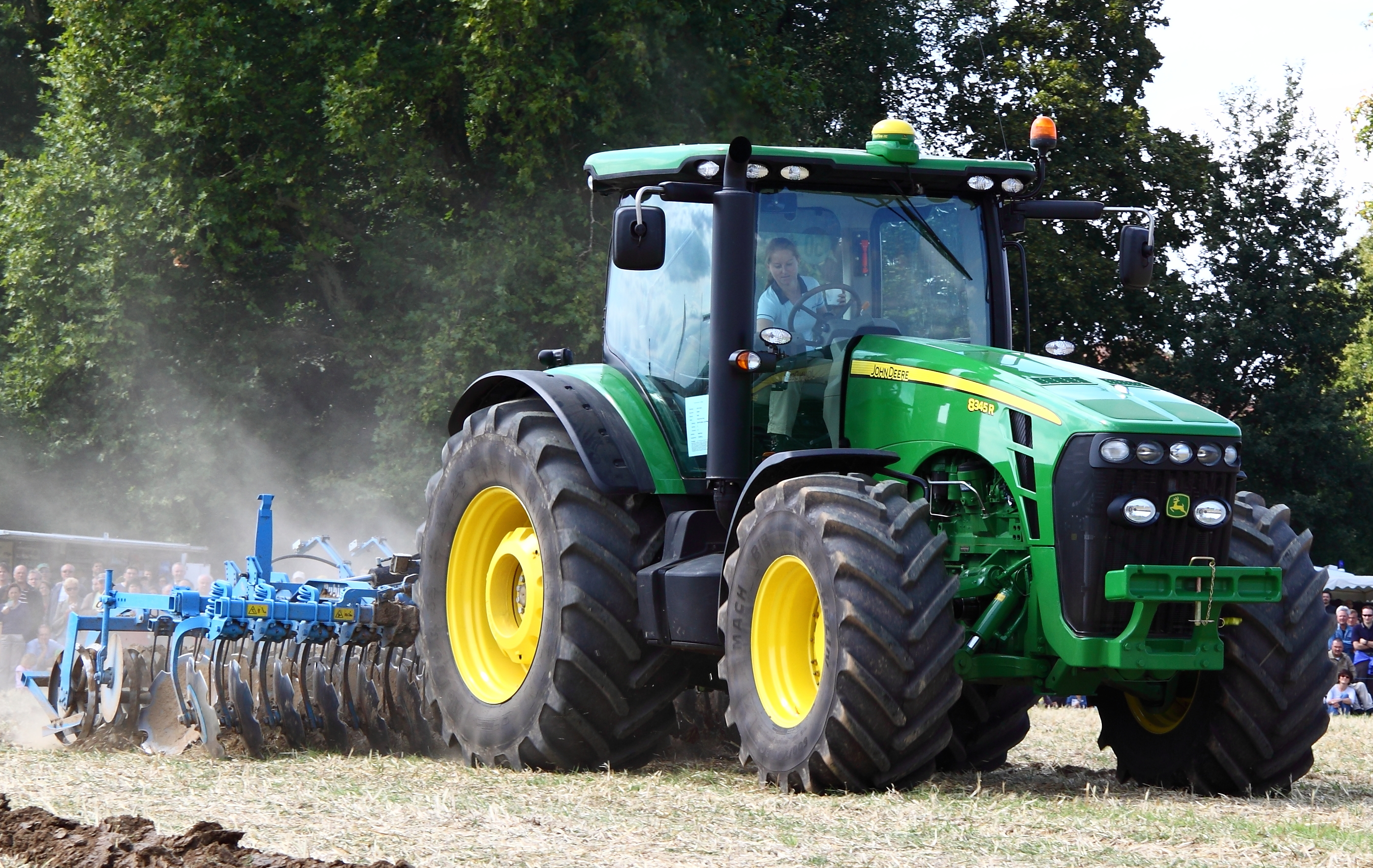
拖拉机
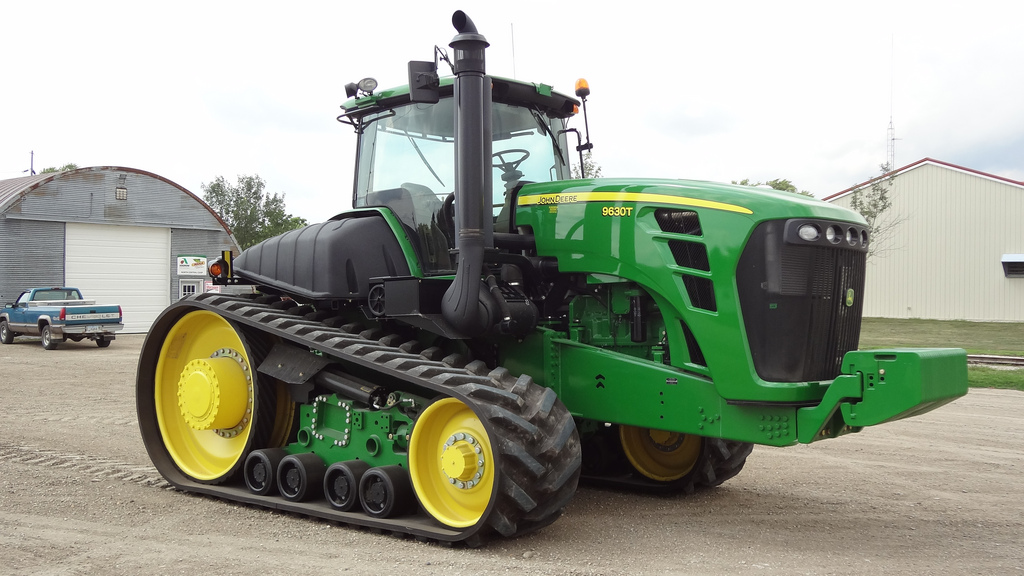
履带式拖拉机
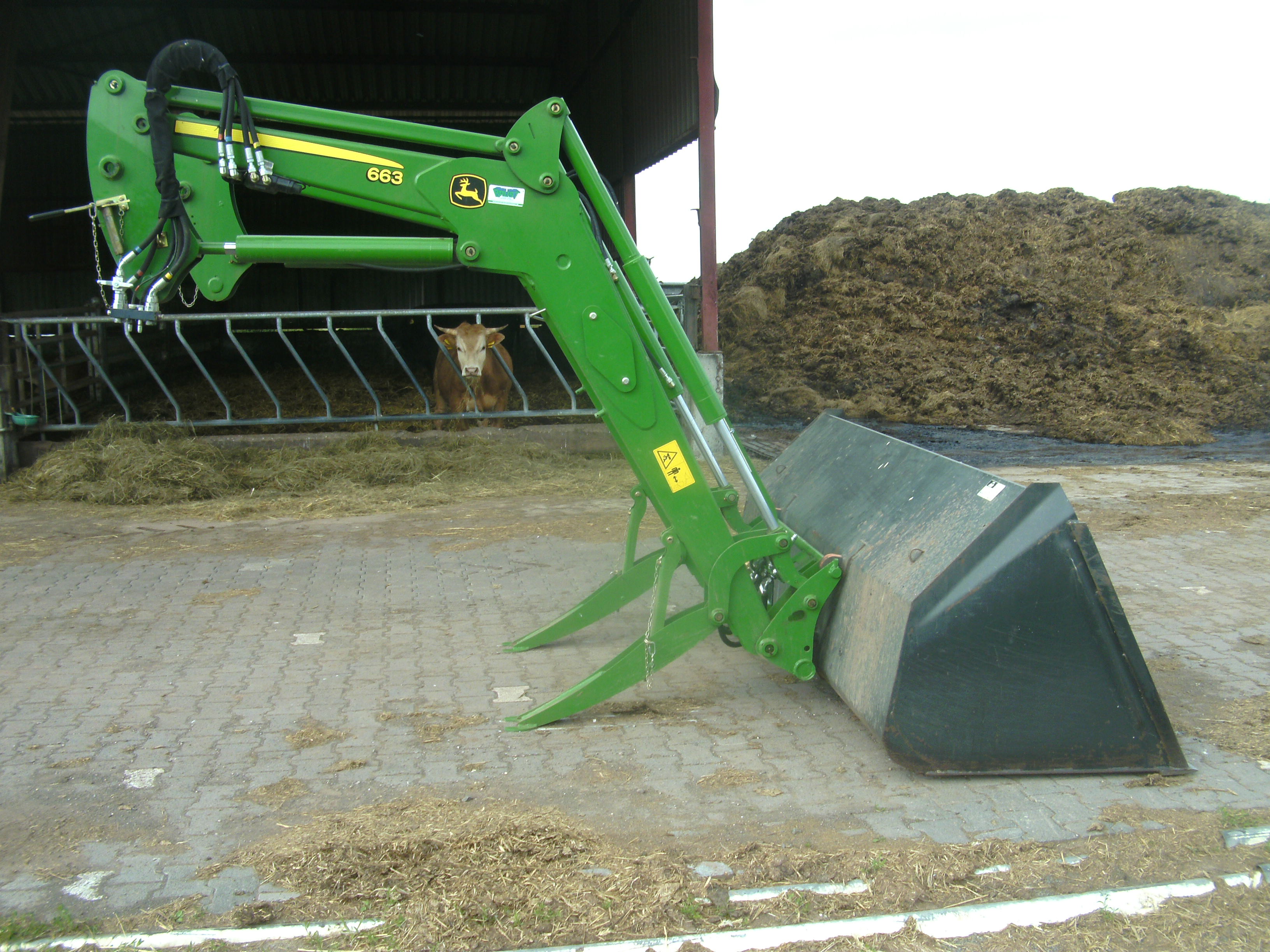
前端装载机
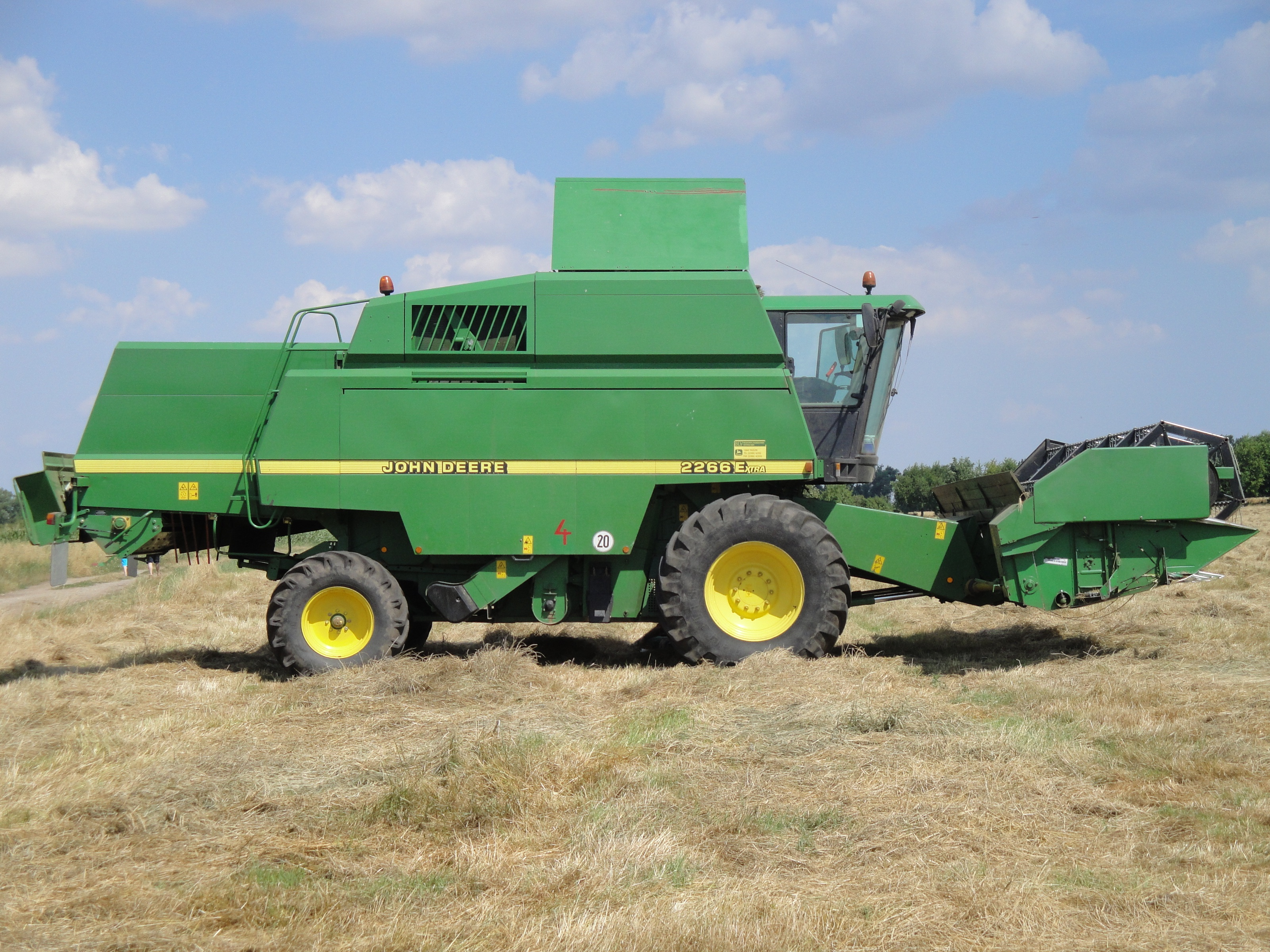
联合收割机
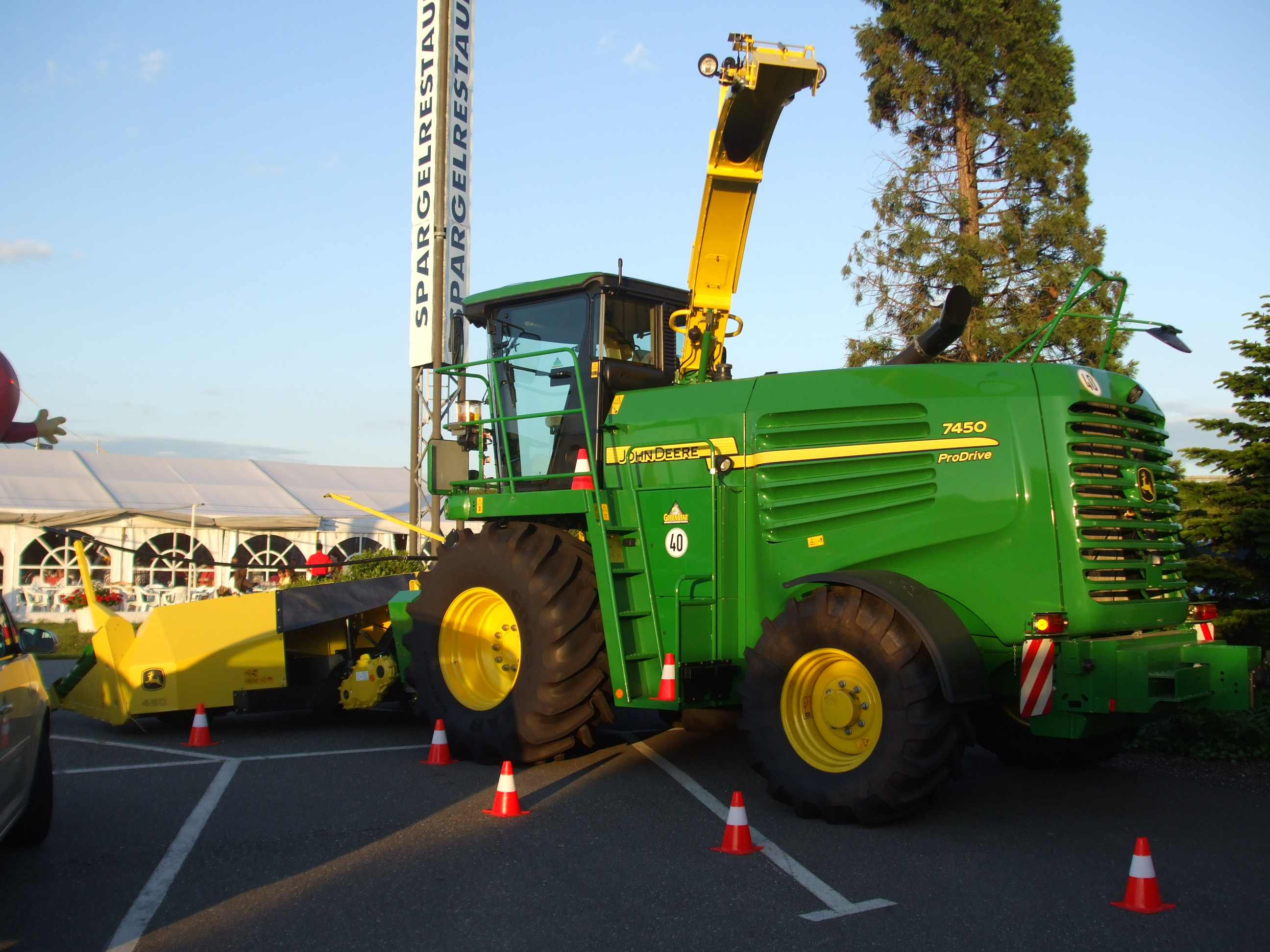
青贮机
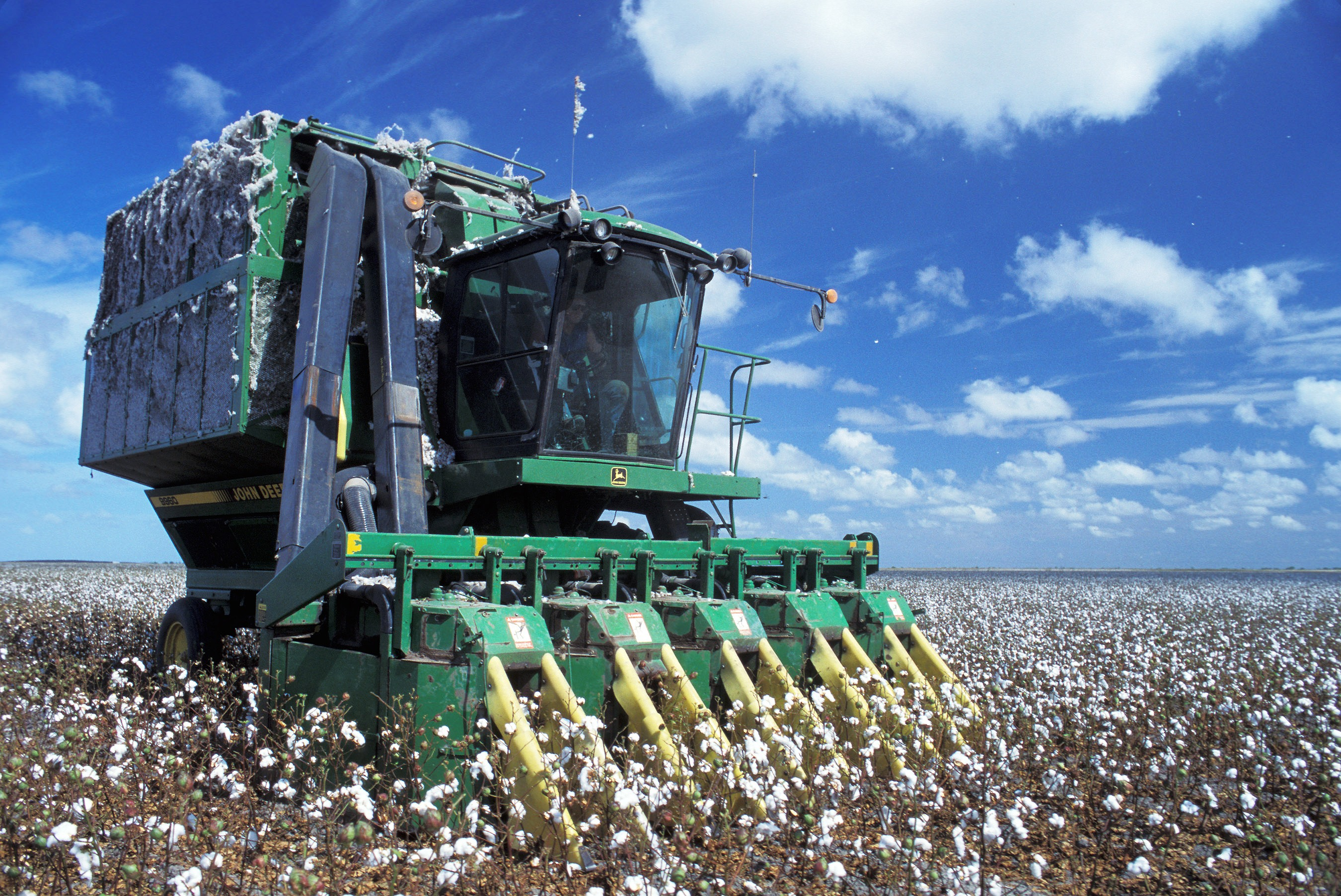
採棉機
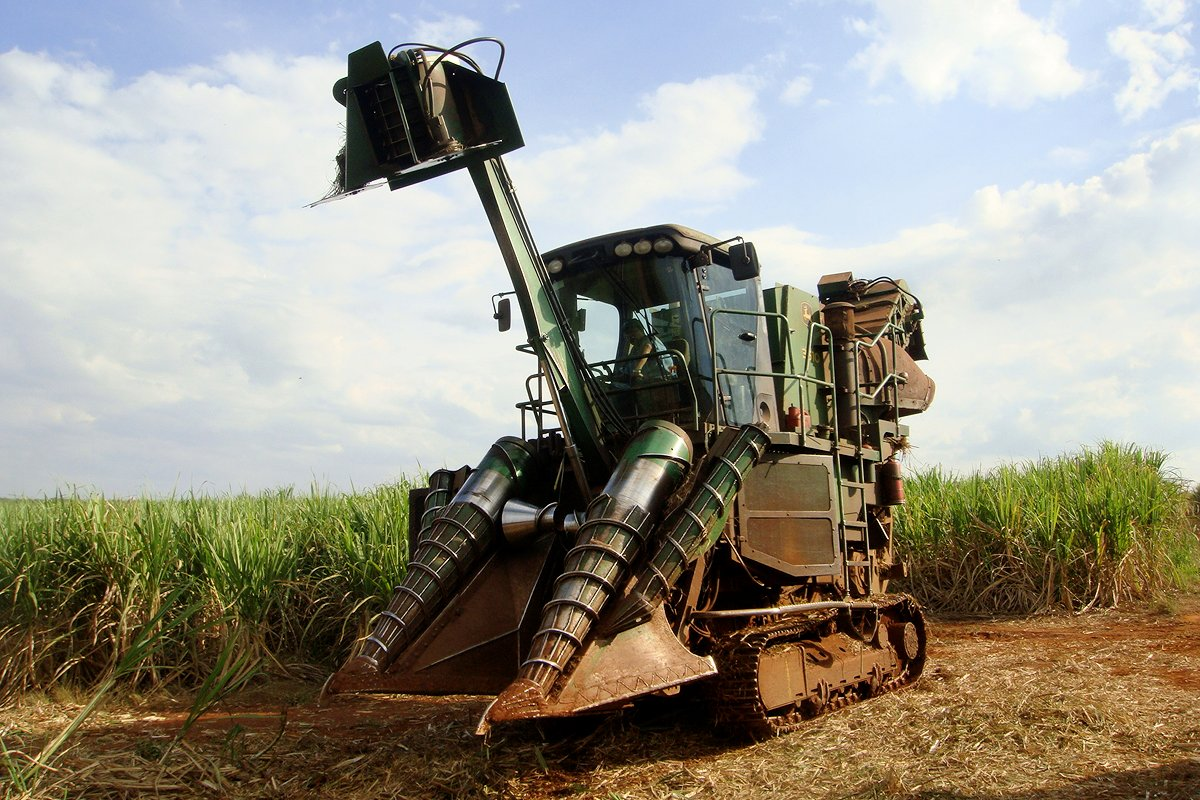
甘蔗收获机（英语：Sugarcane harvester）
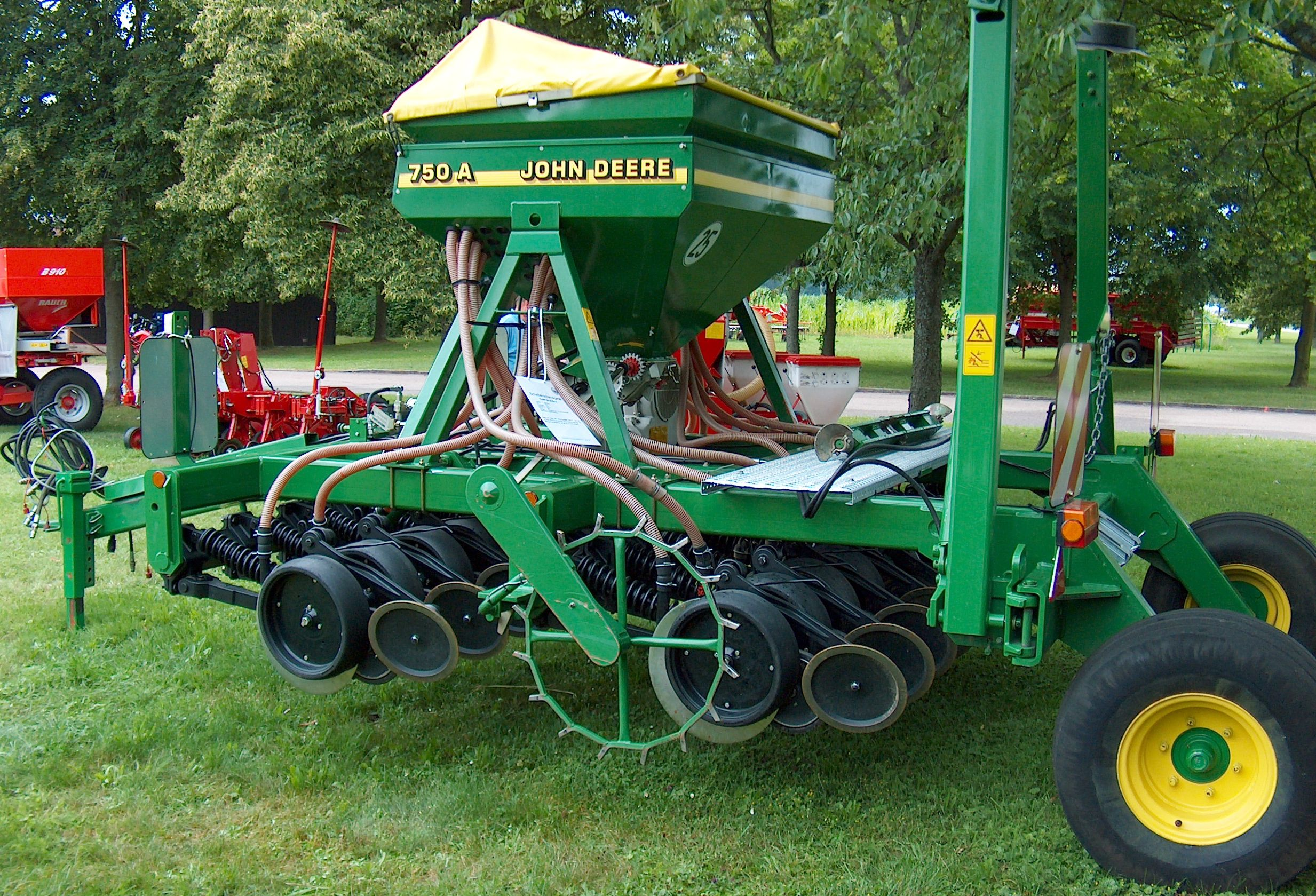
播种机
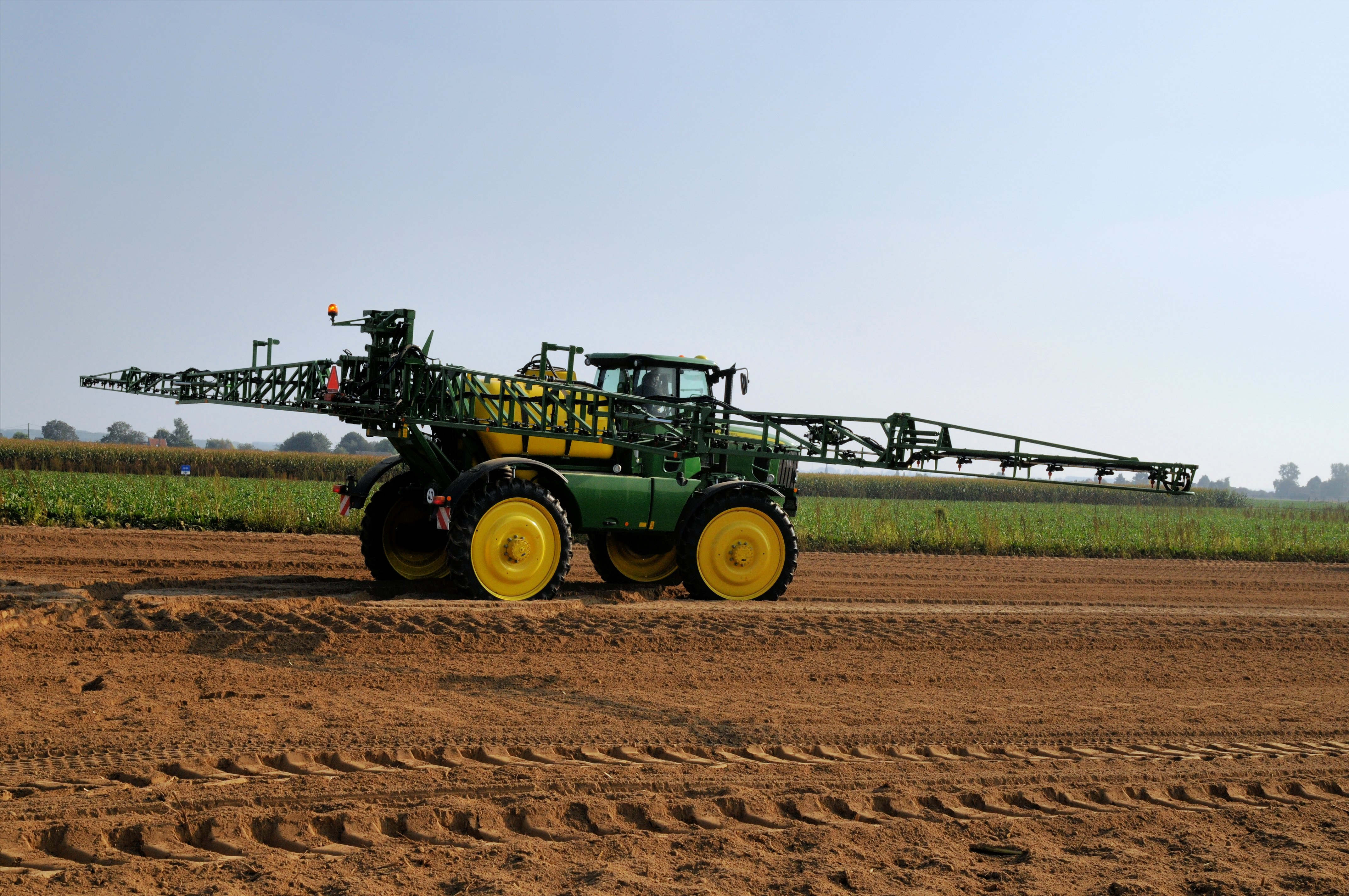
自走式喷雾机
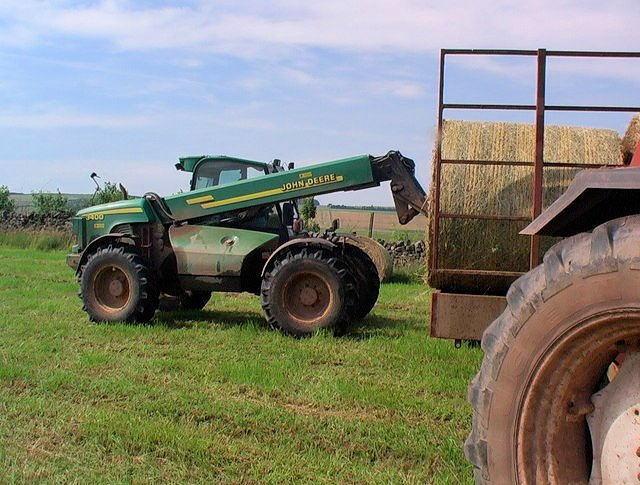
伸缩臂叉装机（英语：Telescopic handler）

### 林业机械

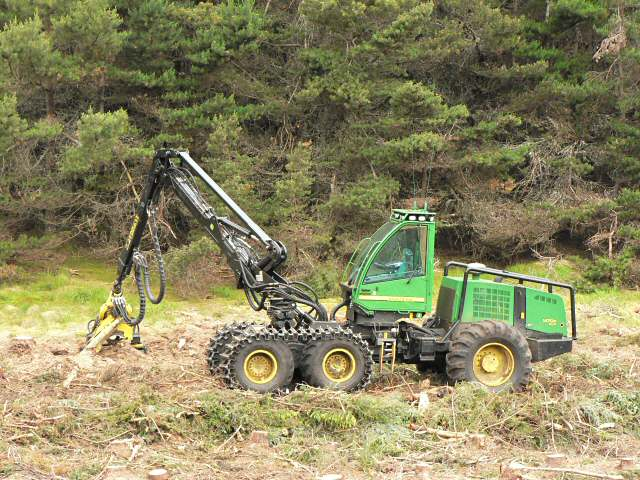
采伐机
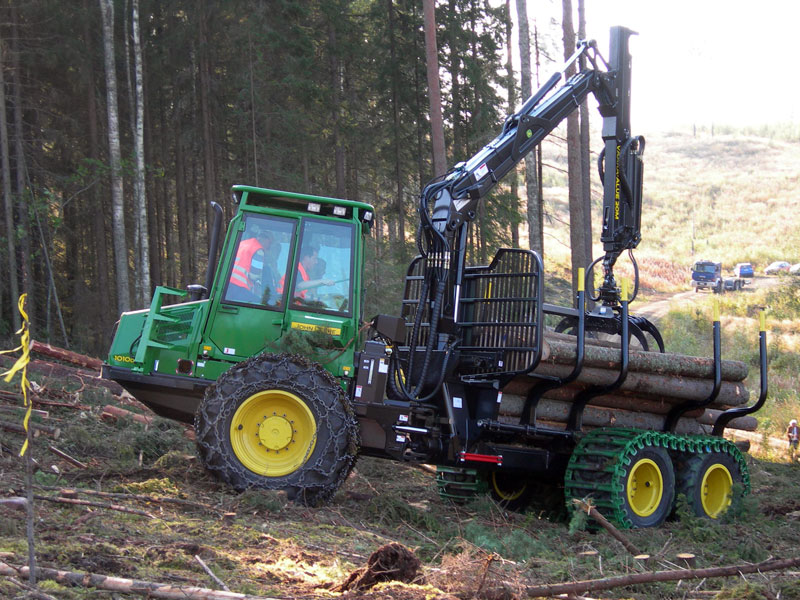
集运机
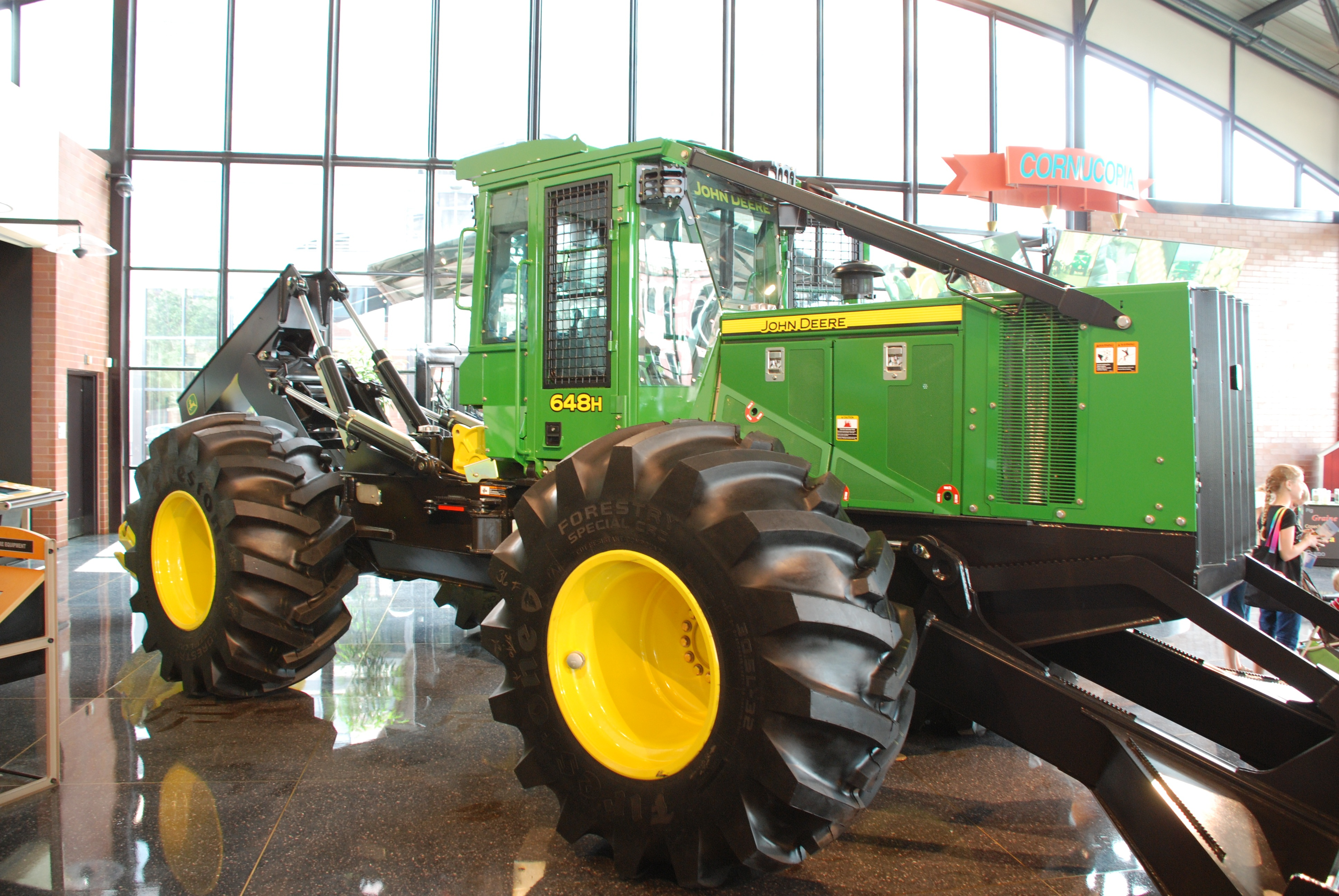
集材机

林业机械产品包括采伐机、集运机、集材机、伐木归堆机及木材装载机。
- 采伐机（英语：Harvester (forestry)）
- 集运机（英语：Forwarder）
- 集材机（英语：Skidder）